# Rubén Montoya
Rubén Montoya (Buenos Aires, 18 giugno 1940) è un ex calciatore argentino, di ruolo portiere, soprannominato El Vago.

## Carriera
Montoya ha disputato buona parte della sua carriera in Ecuador, ottenendo il secondo posto nella stagione 1969 con l'América de Quito. Dopo un biennio al LDU Quito passa al Barcelona SC, con cui disputa la Coppa Libertadores 1972, giungendo a giocare il girone di semifinale del torneo.
Nella stagione 1973 passa agli statunitensi del Miami Toros, impegnati nella North American Soccer League, con cui chiude il torneo al terzo ed ultimo posto al terzo posto nella Eastern Division. 
Dopo un ritorno al Barcelona, si trasferisce in Messico per giocare nella massima serie locale Guadalajara e Pumas UNAM.